# 가토 가쓰노부
가토 가쓰노부(일본어: 加藤勝信, 1955년 11월 22일 ~ )는 일본의 정치인 가문 · 정치인이다. 옛 성씨는 무로사키(室崎)이며 아베파 사천왕(安倍派四天王) 중 한명인 가토 무쓰키(加藤六月)의 데릴사위이다. 자유민주당 소속 중의원 의원이고 아베 내각 당시에는 후생노동대신이었으며 스가 내각에는 내각관방장관에 임명되었다. 현재는 이시바 내각의 재무대신이다. 지역구는 중의원 오카야마현 제5구이다.

## 수훈
- 네덜란드 - 오라녜나사우 훈장 -  (2019년)

## 역대 선거 결과
|  | 0% |

|  | 0% |

|  | 53.09% |

|  | 66.66% |

|  | 79.28% |

|  | 71.29% |

|  | 72.61% |

## 논란
- 한반도기 독도 빼라던 일본…뻔뻔한 '적반하장'